# الرملة البيضا

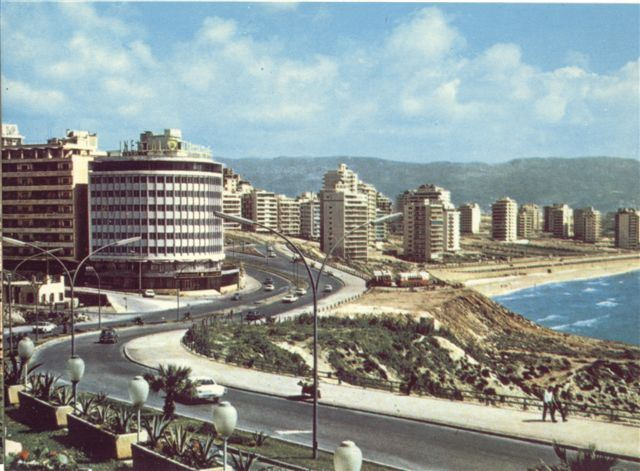
يبدو شاطئ الرملة البيضا في الجانب الأيمن للصورة كما يبدو من ناحية الكورنيش البحري لمدينة بيروت

الرملة البيضاء هو شاطئ عام على ساحل مدينة بيروت, العاصمة اللبنانية. يقع على الطرف الجنوبي من كورنيش بيروت حيث شارع الجنرال ديغول يلتقي بشارع رفيق الحريري وينتهي في شارع فنزويلا. على الرغم من وجوده في منطقة المصيطبة بالقرب من منطقة  رأس بيروت الراقية، الا أن معظم رواده من سكان بيروت والضاحية الجنوبية ذوي الدخل المنخفض. الشاطئ هو أيضا شعبي للمثليين.

## جغرافية الشاطيء
هو حزام من الرمال تمتد من جنوب منطقة الروشة وحتى منطقة خلدة. كان يمتد لأكثر من عشرة كيلومترات متواصلة تقطعها بعض الصخور الرسوبية يعود تاريخها للعصر الحجري. تظهر بعض الصور المأخوذة عام 1939 أن رمال الشاطيئ كانت تصل لناحية لمنطقة الطريق الجديدة الأ أن العمران خدها إلى شريط ضيق لا يصل أكثر من منطقة الأوزاعي. يتشكل شاطئ الرملة البيضاء من الرمال البحرية المترسبة قرب أو على قاعدة صخرية كما هو واضح على الجهتين الشمالية والجنوبية. بيئياً، تشكل هذه المنطقة نظاماً متكاملاً للكثير من الكائنات البحرية، وأهمها السلحفاة البحرية والسرطان الرملي التي هي مهددة بالانقراض نتيجة التدمير إضافة إلى كونها مكاناً لتكاثر بعض الأصداف.

## التاريخ
للشاطئ أهمية تاريخية وبخاصة خلال الصراع العربي الإسرائيلي والحرب الأهلية اللبنانية. في 10 أبريل 1973 ، قامت وحدة كوماندوس من البحرية الإسرائيلية  التي هبطت في منطقة  الدورة لاغتيال المسؤولين في منظمة التحرير الفلسطينية، محمد النجار، كمال عدوان وكمال ناصر غدرت من منطقة الرملة البيضا. في 16 حزيران / يونيه 1976 وجدتجثة فرنسيس إدوارد ميلوي، سفير الولايات المتحدة في لبنان. في عام 1983 قامت جماعة إرهابية يعتقد أنها مدعومة من إيران، بتفجير ثكنة قوات حفظ السلام الفرنسية التي كانت تتمركز على بعد أربعة أميال من الشاطئ. وقد أسفر الهجوم عن مقتل 58 جنديا فرنسيا.

## معرض الصور

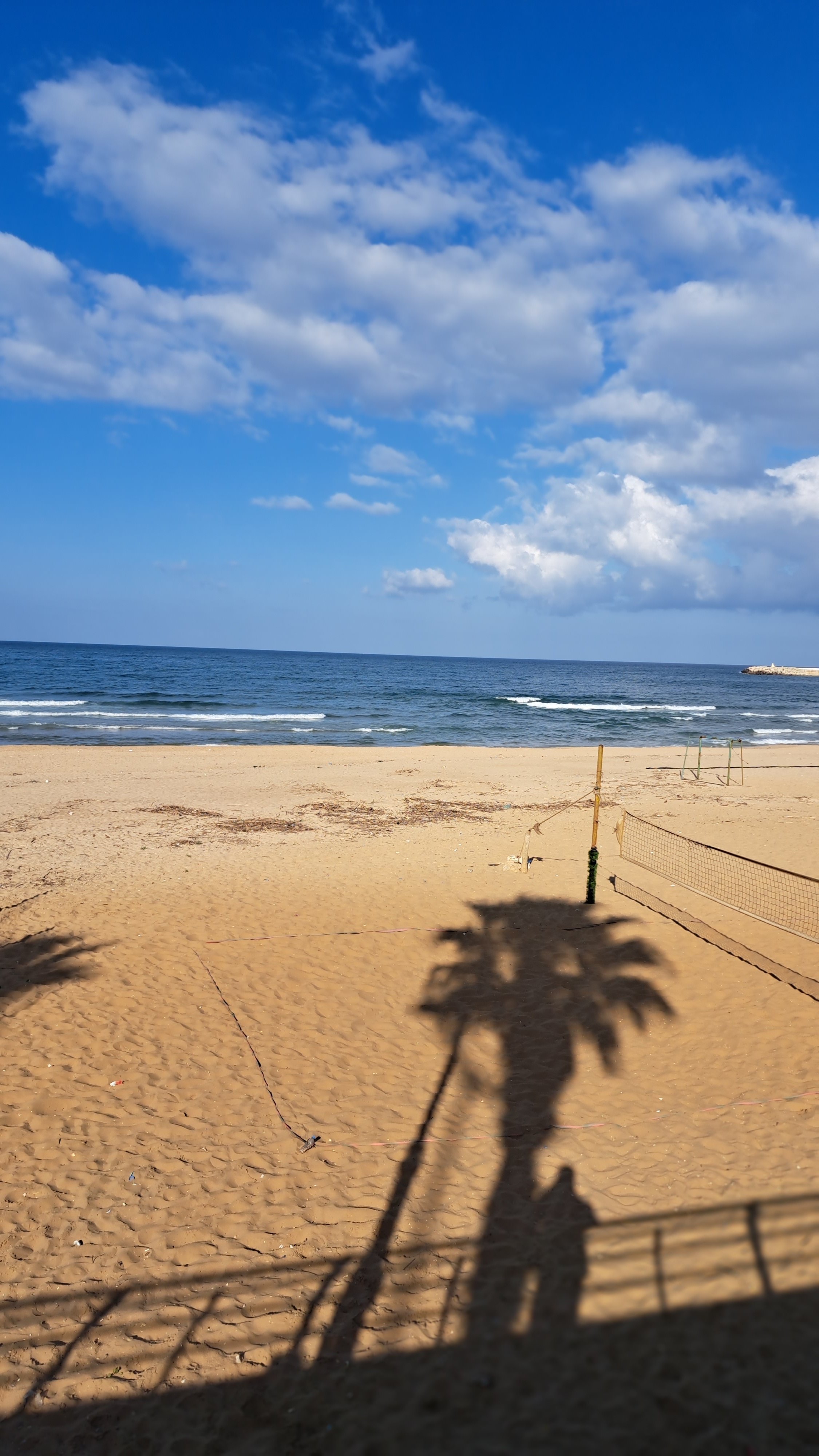
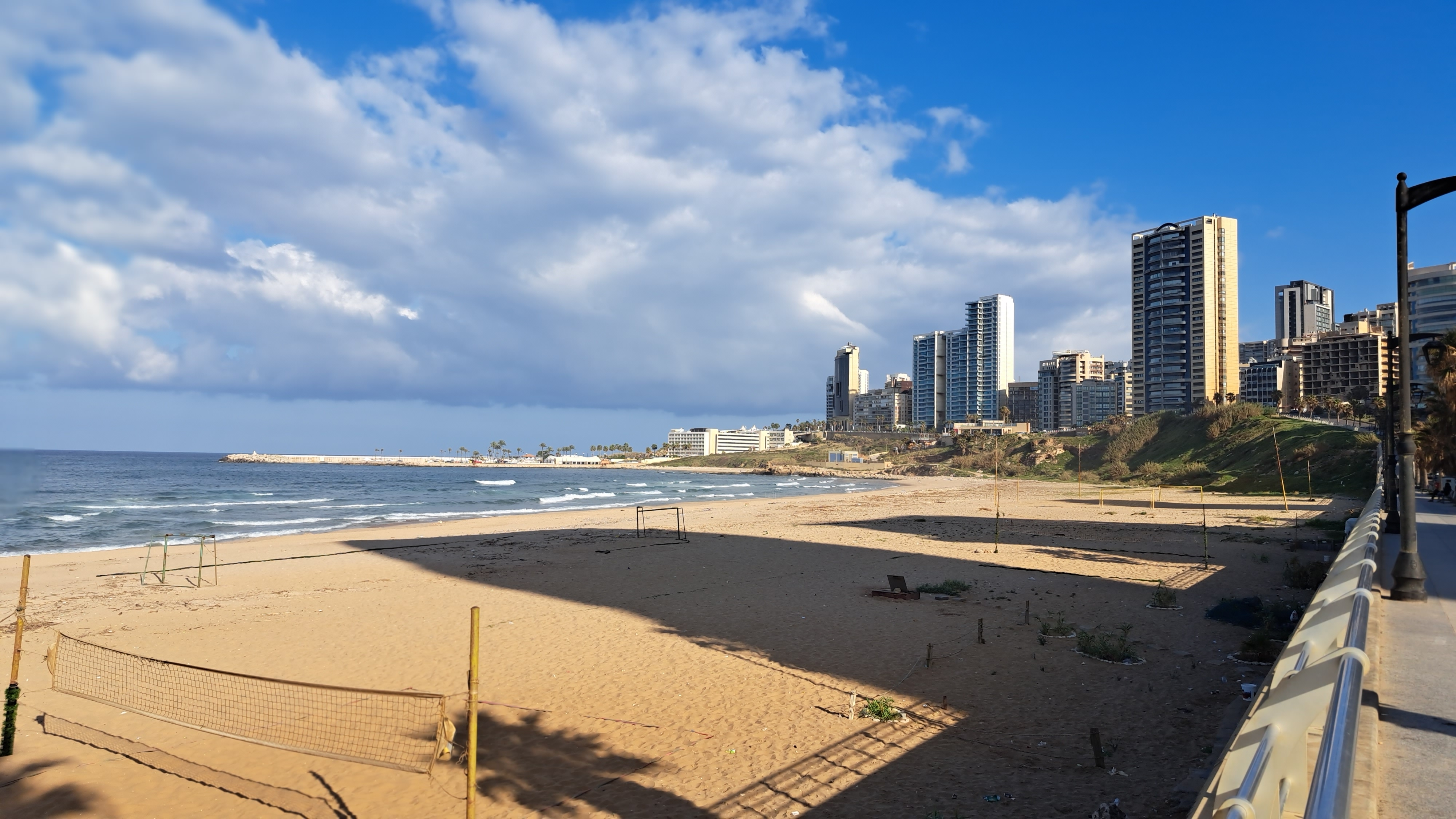
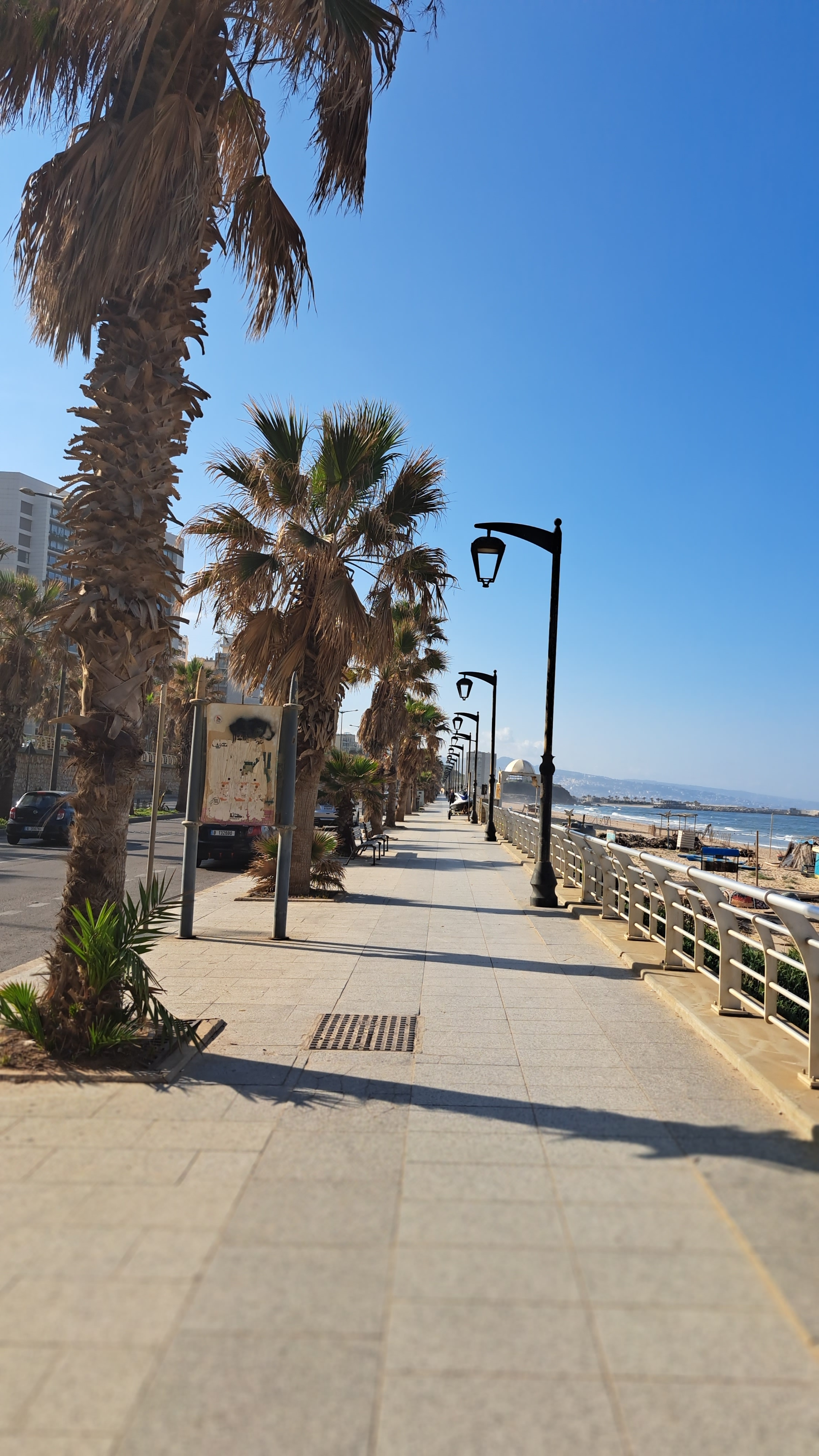